# Национални музеј модерне уметности у Сеулу
Национални Музеј модерне и савремене уметности, Кореја је музеј савремене уметности са главним музејом у Гвачеону и три огранка у Деоксугунгу, Сеулу и Чеонгју. Музеј је први пут основан 1969. године као једини национални музеј уметности у земљи у коме је изложена модерна и савремена уметност Кореје и међународна уметност различитих временских периода.

## Историја и архитектонски стил

### Гвачеон-гуан (главни музеј)
Национални музеј савремене уметности, познат и као Музеј савремене уметности Гвачеон, налази се у месту Гвачеон, Јужна Кореја. Музеј је првобитно основан у Гиеонгбокгунгу 20. октобра 1969. године, али је 1973. пресељен у Деоксугунг. Пресељен је на данашње место 1986. године. Основан да би допринео развоју корејске савремене уметности систематским чувањем и излагањем уметничких дела створених од 1910. године. Музејска површина од 73.360 м2 простире се на три спрата а отворени парк скулптура заузима 33.000 м2. Мотив архитектуре је мотив традиционалне корејске тврђаве и насипа, и зграда има јединствени спирално обликован ентеријер у коме се налази Дадаигсеон, једно од најпознатијих видео уметничких дела Нам Џун Пајка.

### Деоксугунг-гуан (прва филијала)
Први огранак музеја основан је 1998. године у  Деоксугунгу, како би се додатно повећала доступност музеја за људе који живе у северном делу Сеула. Музеј има четири изложбене сале, одморишта и уметничке радње, а укупна површина је приближно 3.428 м2.

### Сеул-гуан (друга филијала)
Огранак музеја у Сеулу отворен је 13. новембра 2013. године, поред Гиеонгбокгунга. Изграђен на и поред бивше зграде Команде безбедности војне одбране, архитектонски дизајн усвојио је концепт маданг (двориште), који је успешно интегрисао спољашњост и унутрашњост зграде у околно окружење. Маданг такође служи као јавни простор за разоноду, као и простор за одржавање уметничких догађаја и програма на отвореном.

### Чеонгју-гуан (складиште)
Трећи огранак музеја тренутно је у изградњи у Чеонгју-си,  Јужна Кореја, са предвиђеним отварањем 2016. године. Сврха трећег огранка није само очување уметничких дела, већ и обука људи за очување уметности.

## Збирке и изложбе
Колекције главног музеја у Гвачеону укључују око 7.000 уметничких дела укључујући дела савремених корејских уметника као што су Го Хуи-донг, Ку Бон-унг, Парк Су-геун и Ким Ван-ки. Музеј је такође окупио значајну међународно признату колекцију, укључујући дела Јозефа Бојса, Ендија Ворхола, Георга Базелица, Јерга Имендорфа, Маркуса Липерца, Нам Џун Пајка, Ники де Сен-Фала, Џонатана Борофског и Микеланђела Пистолета.
Претходне изложбе укључују инсталацију представе Sinseon Play - Мун Џи Банг као део Програма младих архитеката на МоМА и МоМА ПС1 2014. 2011. године музеј је био домаћин изложбе Америчка уметност, која је била „прва прилика за излагање колекције Витни музеја  у Азији“, у којој су учествовали уметници попут Џефа Кунса, Ендија Ворхола и Џаспера Џонса. Исто тако 2010. године, музеј је био домаћин изложбе Пикасо и модерна уметност, која је била прва изложба колекција из музеја Албертина (Беч, Аустрија) у једној источноазијској земљи. Поред позајмљених изложби, музеј је организовао и посебне изложбе корејске уметности, попут Набавки корејске уметности од 1960-1980, и Ремек дела корејске модерне уметности: Истраживање модерне историје 2008. Од 2012. године Музеј модерне и савремене уметности и СБС Културна фондација спонзоришу годишњу Корејску награду за уметнике, која препознаје и подржава иновативне корејске визуелне уметнике. Четири уметника која су ушла у ужи избор за Корејску награду за уметнике 2021. су Банг Јеонг-а, Ким Санг-јин, Ох Мин и Чои Чан-соок.

## Одељења

### Образовање
Музеј има разне програме уметничког образовања, укључујући програме професионалног образовања за кустосе, запослене у музејима, наставнике уметности и студенте. Дечји музеј се налази у главном музеју Гвачеон, где се одржавају програми за основце, студенте са инвалидитетом и студенте из сиромашних четврти. Постоји и посебан програм подршке младим уметницима, назван „Резиденција“, у којем музеј обезбеђује студије за одабране младе уметнике и води уметничке разговоре између уметника и уметничких професионалаца.

### Истраживање и конзервација
Конзерваторски центар музеја први пут је основан 1980. Центар ради на развоју својих савремених техника очувања одржавањем програма размене са прекоморским заштитним центрима. Тренутно је центар подељен на четири професионална одељења: уљане слике, корејска традиционална уметничка дела, савремене скулптуре и уметничка дела. Даље, музеј је отворио свој „центар за истраживање уметности“ 2013. године, који се фокусира на истраживање савремене уметности Источне Азије.

## Контроверзе
Убрзо након отварања, чланови Корејског удружења ликовних уметности и других уметничких организација протестовали су због избора уметности за укључивање, оптужујући директора, дипломца Националног универзитета у Сеулу, да има пристрасност према дипломцима те школе, напомињући да су 32 од 39 уметника представљених на изложби Дух времена Кореја пореклом је из његове алма матер.